# Скижали-Вейс, Артур Владимирович
Арту́р Влади́мирович Скижа́ли-Вейс (21 февраля 1963, Москва — 4 июня 2022, Москва) — советский и российский архитектор, с конца 1990-х годов работавший в жанре архитектурной фантастики и футурологии.

## Биография
Артур Скижали-Вейс родился в Москве в семье архитектора Владимира Александровича Скижали-Вейса. После окончания Краснопресненской художественной школы-десятилетки поступил в Московский архитектурный институт (факультет жилых и общественных зданий), который закончил в 1986 году.
С 1986 по 1995 год работал в организации «Моспроект-1», мастерская № 11 (руководитель — академик архитектуры Я. Б. Белопольский). За время работы в мастерской дошёл до должности главного архитектора проектов, в составе авторских коллективов участвовал в проектировании ряда крупных объектов для Москвы (см. Проекты).
В 1995—2002 годах сотрудничал с «Товариществом театральных архитекторов» в должности главного архитектора проектов. Принял участие в проектировании и строительстве второй очереди Российского культурного центра (РКЦ) на Шлюзовой набережной, проектировании и строительстве инженерно-пешеходного моста через Обводной канал, входящего в РКЦ. С 1997 года — член Союза московских архитекторов.
С 1999 по 2004 год Скижали-Вейс работал по контрактам в качестве главного архитектора проектов в частных проектных бюро и мастерских (в том числе ЗАО «Имидж Дизайн Групп»). С 2004 года — член клуба «АРС» при Центральном доме архитектора. В 2004—2006 годах главный архитектор проектов в архитектурно-проектной мастерской «Аврора-Проект».
С 1999 года развивал жанр архитектурной фантастики («Комсомольская правда» называет Скижали-Вейса единственным представителем этого жанра в России). В 2007 году по инициативе Скижали-Вейса основано Объединение архитекторов-фантастов. С 2012 года преподавал Архитектурное фантазирование в Высшей Школе Средового дизайна Московского архитектурного института. С 2014 года стал первым архитектором-фантастом членом Ассоциации футурологов России.
Умер 4 июня 2022 года. Похоронен на Щербинском кладбище Москвы.

## Проекты
- Общественно-торговый центр в первом микрорайоне Северного Бутова, корп. 18 — 21
- градостроительное решение площади на пересечении улиц Миклухо-Маклая и Профсоюзной
- гостиница «Интурист» на 1100 мест на Ленинском проспекте
- Общесоюзный дом оптовой торговли на Профсоюзной улице
- жилой комплекс на ул. Вавилова
- застройка жилыми домами из полносборных конструкций в 7-м и 8-м микрорайонах Теплого Стана, ул. Академика Варги
- англо-американская школа на Ленинском проспекте
- интерьеры магазина «Reebok» на Новинском бульваре, д.28/35
- интерьеры магазина «Подиум» на Тверской улице, д.9 («Амадеус»)
- интерьеры кафе-клуба «Цитрус» на Триумфальной площади, д.1
- реконструкция загородных домов в посёлке Крекшино Московской области, посёлке Раздоры товарищества «Рассвет» и др.

## Участие в конкурсах
- 1987 — Х смотр-конкурс творчества молодых специалистов ГлавАПУ г. Москвы
- 1989 — V Всемирная биеннале архитектуры «Интерарх-89» в Софии
- 1990 — Международный конкурс-круиз «Волга-90»
- 1994 — Второй всероссийский фестиваль «Зодчество-94»;
- внутренние заказные конкурсы «Моспроекта-1»
- 2013 — конкурс «Архиграфика» (лауреат в номинации «Архитектурная фантазия»[4])

## Выставки
- 2002 — серия архитектурных фантазий на Международной выставке «Стройиндустрия. Архитектура-2002» — «Экспоцентр» на Красной Пресне в Москве
- 2004 — персональная выставка «Путешествие во времени», Центральный дом архитектора (Москва)
- 2005 — участие в выставке «АрхМосква-2005», Центральный дом архитектора
- 2006—2011 — участие в ежегодных выставках «Мир глазами зодчих», Архитектурно-строительный центр «Дом на Брестской»
- 2007 — персональная выставка «Архитектурные фантазии», Государственный институт искусствознания[5]

Постоянная экспозиция работ Скижали-Вейса действует в галерее современного искусства Maison d’Art et MdA Today (Монако).

## Публикации
- Не проектом единым. Автограф, сентябрь 2002 г.
- Архитектурные мистификации. Автограф, март 2003 г.
- Созерцательный мир утопий. Архитектура, строительство, дизайн, 2003, № 3 (31)
- «Фэнтэзи-2004». Автограф, сентябрь 2004 г.
- Архитектура как скульптура, 2005, № 1
- Жанр «архитектурной фантастики». Архитектура и строительство Москвы, 2005, № 4
- Архитектура первобытного общества глазами архитектора-фантаста XXI века. Технологии строительства, 2012, № 6/7 — С.130-137
- Архитектурная футурология и проект «Большая Москва». Архитектурный вестник, 2012, № 6 (129)
- Москва будущего после 2050 года. Технологии строительства, 2013, № 5 — С.64-70